# シボイガン (ウィスコンシン州)
シボイガンは、アメリカ合衆国ウィスコンシン州の都市。シボイガン郡の郡庁所在地である。人口は4万9929人（2020年）であり、シボイガン都市圏の中核である。
シボイガンはミシガン湖に臨み、シボイガン川の河口部にある。ミルウォーキーの北81km、グリーンベイの南103kmに位置している。

## 地理
アメリカ合衆国国勢調査局によれば、市域全面積は14.11 mi2 (36.54 km2)であり、このうち陸地は13.97 mi2 (36.18 km2)、水域は0.14 mi2 (0.36 km2)である
 。
また北緯43度45分、西経87度44分に位置している。

## 歴史
シボイガンは1846年に設立された。1849年までにはドイツ系の住民で知られるようになった。
1849年6月25日にウィリアム・ウィリアムズは「ウィスコンシンの岸辺のシボイガンという人口700人から1000人ほどの小さな町に到着した。
ここは約束の地である。この周辺には多くのドイツ人の仲間がいる。これまで訪れた湖沿いのすべての町より興味深い町だ」
と記している。

## 統計

### 2010年国勢調査
以下は2010年の国勢調査による人口統計データである
。
| 基礎データ - 人口: 49,288 人 - 世帯数: 20,308 世帯 - 家族数: 12,219 家族 - 人口密度: 13,62.2人/km2（3,528.1人/mi2） - 住居数: 22,239 軒 - 住居密度: 617.4軒/km2（1,599.1 軒/mi2） 人種別人口構成 - 白人: 82.5% - アフリカン・アメリカン: 1.8% - ネイティブ・アメリカン: 0.5% - アジア人: 9.0% - その他の人種: 3.6% - 混血: 2.5% - ヒスパニック・ラテン系: 9.9% | 年齢別人口構成 - 18歳未満: 25.3% - 18-24歳: 8.7% - 25-44歳: 27.2% - 45-64歳: 24.8% - 65歳以上: 13.9% - 年齢の中央値: 36.2歳 - 性比 - 男性：49.5% - 女性：50.5% 世帯と家族（対世帯数） - 18歳未満の子供がいる: 30.7% - 結婚・同居している夫婦: 43.4% - 未婚・離婚・死別女性が世帯主: 11.7% - 非家族世帯: 39.8% - 単身世帯: 33.4% - 65歳以上の老人1人暮らし: 12.1% - 平均構成人数 - 世帯: 2.38人 - 家族: 3.06人 |

### ミャオ(モン)族コミュニティ

2010年シボイガン北高校で開催されたシボイガン・モン・ニューイヤー

1999年12月の時点で、シボイガンには5,000人のミャオ族
もしくはミャオ族系アメリカ人が居住しており、そのうち65％が18歳以下である。
1976年にミャオ族の3つの家族が最初にシボイガンに移ってきた。1990年までには2000人に増加している。一方1997年までにミャオ族のギャングによる犯罪も増加し始めている。
1999年12月、シカゴ・トリビューンのロバート・L・カイザーによると、「シボイガンは、ミャオ族が多く暮らしているウィスコンシン州内の小さな町と同じように、ミャオ族の巨大な人口が存在するという容易でないサインを受け取っている」という。
彼は、ミャオ族自身にとってのビジネスは非常に少なく、人付き合いを避ける傾向にあると説明している。
多くのミャオ族は自動車部品工場のような英語能力をそれほど必要とされない職場で働いている。

## インフラ

### シボイガン警察署
シボイガン警察署は1855年に建設された。行政サービス、栄誉礼、パトロール、路上犯罪、犯罪捜査、緊急対応、警察犬の部署に分かれている。
シボイガン警察はシボイガン郡保安官事務所、シボイガン郡ダイブチーム、違法薬物取締を専門とするシボイガン郡MEGユニットと協力関係にある。

### シボイガン消防署
シボイガン消防署は消火活動、救急医療、テクニカルレスキュー、火災調査などのサービスを提供している。
消防署には72名の消防士がおり、彼らのうち大半は救命救急の技術を身に付けている。

## 教育

### 大学
- ウィスコンシン大学シボイガン校
- レイクランド大学
- レイクショア技術大学（サテライトキャンパス）

### 高校
- シボイガン地域ルーテル高校
- シボイガン郡クリスチャン高校
- シボイガン北高校
- シボイガン南高校
- I.D.E.A.Sアカデミー
- ジョージ・D・ワリナー個別学習高校

## 交通

8丁目のダウンタウン

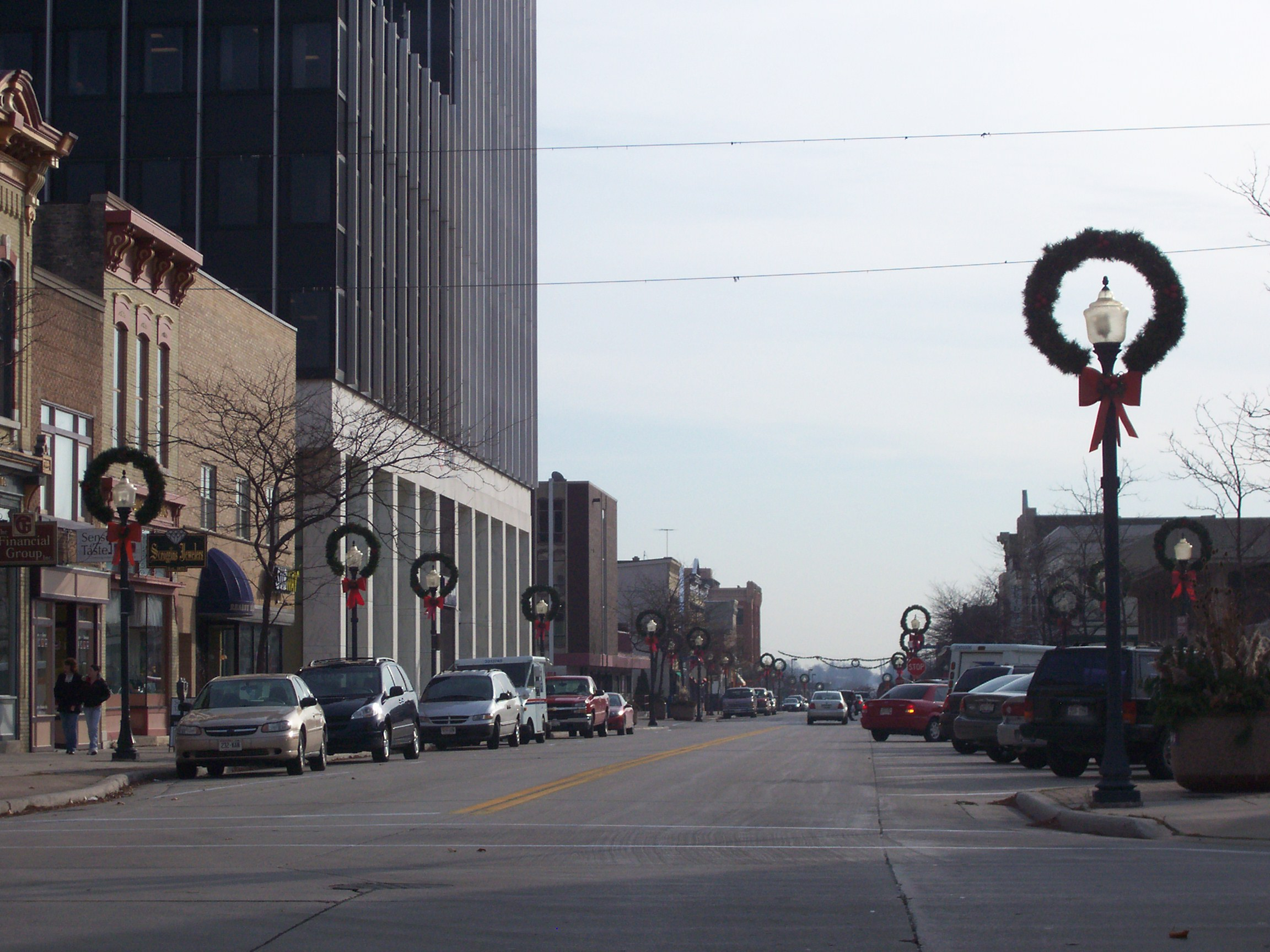
8丁目のダウンタウン

歴史的なダウンタウン

### 空港
シボイガン郡記念空港が利用可能である。市内から数マイル離れている。

### 道路
州間高速道路43号線はシボイガンの南北を結ぶ主要な交通手段であり、市の西側の境界線でもある。
アメリカ国道141号線は州間高速道路43号線が建設までは市の南北を結ぶ主要な交通手段であった。
以前のルートは北のキャルメット・ドライブから市内に入り、市内中心部を通り南のサウスビジネス・ドライブへ抜けるというものだった。
このうちスペリオル・アベニューからジョージア・アベニューまでは14丁目として知られている。
ウィスコンシン高速道路23号線は4車線道路で、市内から西へ至る主要なルートである。
ウィスコンシン高速道路28号線、ウィスコンシン高速道路42号線は、旧国道141号線とほぼ同じルートで市内中心部を通っている。
郡道はLS線が北へ、J、O、PP、EE線が西へ、KK線が南へ至る。

### バス
ショアライン・メトロは市内からコーラーとシボイガンフォールズとを結ぶバスを運行している。
すべての路線はダウンタウンの「乗り換え地点」として知られるメトロ・センターから出発する。
ジェファーソン・ラインズとインディアン・トレイルズもまた、メトロ・センターからミルウォーキーとグリーンベイを結ぶバスを運行している。

### サイクリング・ウォーキング
シボイガンとシボイガン郡では、ここ数年自転車専用レーンの導入を進めている。
そのうちの一つはウィスコンシン高速道路23号線に沿ってオールド・プランク・ロード・トレイルを辿って市の西部へ向かうもので、歩行者と自転車のための道路である。
2013年のプロジェクトでは、シカゴ＆ノースウェスタン鉄道の廃線跡を活用して、マーティン・アベニューとペンシルベニア・アベニュー間をレイル・トレイル化し、
将来的にはさらに北のアイズナー・アベニューまで延伸する計画を立てた。他の最終的な計画としては、タイラー・ドライブに沿って、オゾーキー・インターアーバン・トレイルに接続するというものがあった。

### 宇宙
シボイガンでは1995年から2.4m～6.1mのロケットの打ち上げを地元の高校のプログラムの一環として行っている。
シボイガンはまた、スペースポート・シボイガンという宇宙港が計画されている場所でもある。

### 水運
シボイガンは東でミシガン湖に面している。市内には港はないが、ミシガン湖とシボイガン川河口の間の半島部に位置するブルーハーバー・リゾートには、以前はC.レイス石炭会社（現在のコッホ産業の一部）の本社・活動拠点があり、船への石炭の積み下ろしを行っていた。
シボイガン川は市内を流れているが、上流のシボイガンフォールズにあるダムが船の航行を妨げており、大型帆船が航行できる範囲は下流のペンシルベニア・アベニュー橋までに限られる。
河口には商業用の釣りのチャーター船のドックがある。

## メディア
シボイガン唯一の新聞であるザ・シボイガン・プレスは1907年に創刊された。
シボイガン・サンとザ・ベーコンはフリーペーパーで、どちらも住民に毎週郵送される。
広告と他の地域に関するコンテンツが区分けされていることが特徴である。
シボイガンはグリーンベイとミルウォーキーの中間に位置しているため、住民はそれぞれの地域内のテレビ・ラジオを選ぶことができる。
エーシーニールセンによるテレビの地域区分では、シボイガンはミルウォーキーの商圏に属しているが、
グリーンベイのテレビ局でもシボイガンをターゲットにしたニュース、イベント情報、天気予報、宣伝が放送されている。
ニールセンオーディオ（以前のアービトロン）によると、シボイガンとシボイガン郡は一つの商圏の範囲内であり、この中には複数のラジオ局がある。
ミッドウェスト・コミュニケーションズは郡内に４つのラジオ局を置いている。
ケーブルテレビはチャーター・コミュニケーションズとAT&T Uバースが視聴可能である。

## 病院

オーロラ・シボイガン・メディカルセンター

- オーロラ・シボイガン・メディカルセンター
- 聖ニコラス病院

## 名所
- アバーブ&ビヨンド・チルドレンズ・ミュージアム
- ブルーハーバー・リゾート
- ブックワーム・ガーデンズ
- ブラックウルフ・ラン（近隣のコーラーにあるゴルフコース）
- エルウッド・H・メイ環境公園
- ジョン・マイケル・コーラー芸術センター
- シボイガン郡歴史博物館
- シボイガンミャオ族記念碑
- ステファニー・H・ウェイル・パフォーミングアートセンター
- ウィスリング・ストレイツ

1894年4月、ロッティー・クーパーというスクーナーが強風のためシボイガンのすぐ近くに沈没した。
沈没した船はハーバー・セントル・マリーナを建設する際、ハーバーに埋まった状態で発見された。
現在は湖岸にあるデランド公園で展示されている
。

## ブラートヴルスト
シボイガン郡のブラートヴルストはよく知られている。シボイガン青年会議所はブラートヴルスト・デイズという募金フェスティバルを毎年開催している。
ジョンソンビル・フーズによるブラートヴルストの大食い世界選手権も同時に行われる
。

## サーフィン
シボイガンは毎年開催されるデイリーランド・サーフ・クラシックの開催地である。
この大会は湖におけるサーフィンの大会としては世界最大規模である
。

## 姉妹都市
- エスリンゲン・アム・ネッカー（ドイツ）
- 燕市（日本）

シボイガンは上記2都市との交換留学を行っている。

## ランキング・受賞
シボイガンはリーダーズ・ダイジェストによって、1995年のアメリカ国内において「子どもを育てるのに最も良い場所」と認められた。

## 著名な出身者
- ザ・コーデッツ - 女性4人のフォークソンググループ。
- E・E・スミス - SF作家。
- ジェリー・ドナヒュー - 理論化学者、物理化学者。DNAの構造決定に貢献した。
- ジャッキー・メイソン - スタンダップコメディアン。
- ジョー・ハウザー - MLB選手。